# Olympische Sommerspiele 1992/Teilnehmer (Dschibuti)
| Gelbes Symbol für Goldmedaillen mit stilisierten Olympischen Ringen | Graues Symbol für Silbermedaillen mit stilisierten Olympischen Ringen | Braundes Symbol für Bronzemedaillen mit stilisierten Olympischen Ringen |
| ------------------------------------------------------------------- | --------------------------------------------------------------------- | ----------------------------------------------------------------------- |
| —                                                                   | —                                                                     | —                                                                       |

Dschibuti nahm an den Olympischen Sommerspielen 1992 in Barcelona, Spanien, mit einer Delegation von acht Sportlern (allesamt Männer) teil.

## Teilnehmer nach Sportarten

### Judo
- Youssef Omar Isahak
Superleichtgewicht: 23. Platz

- Alaoui Mohamed Taher
Leichtgewicht: 22. Platz

### Leichtathletik
- Houssein Djama
1500 Meter: Vorläufe

- Moussa Souleiman
5000 Meter: Vorläufe

- Omar Daher Gadid
10.000 Meter: Vorläufe

- Ahmed Salah
Marathon: 30. Platz

- Talal Omar Abdillahi
Marathon: Rennen nicht beendet

### Segeln
- Robleh Ali Adou
Windsurfen: 39. Platz